# Krankenhaus Porz am Rhein
Das Krankenhaus Porz am Rhein wird heute mit 420 Betten in 12 Fachbereichen betrieben und ist ein Haus der Regelversorgung mit überregionaler Bedeutung mit Schwerpunkt der Behandlung von Gefäß- und Herzerkrankungen sowie rheumatischen Beschwerden. Jährlich werden in der Klinik ca. 22.000 stationäre und 45.000 ambulante Patienten behandelt, darunter fallen etwa 1.750 Geburten pro Jahr. Als akademisches Lehrkrankenhaus der Universität Köln nimmt es an der Ausbildung junger Mediziner in Köln teil. Die hauseigene Gesundheits- und Krankenpflegeschule bietet die Ausbildung zum Pflegefachmann / zur Pflegefachfrau an.

## Geschichte
Am 20. Dezember 1959 wurde der Krankenhaus-Förder-Verein gegründet. Um einen rechtsfähigen Träger für das Krankenhaus zu finden, erklärten die Mitglieder des Krankenhaus-Förder-Vereins ihre Bereitschaft, eine Stiftung ins Leben zu rufen. Die Krankenhausstiftung Porz am Rhein wurde am 21. Juli 1960 durch die Mitglieder des Rates der Stadt Porz und des Krankenhaus-Förder-Vereins gegründet und am 17. Januar 1961 durch den Innenminister des Landes Nordrhein-Westfalen genehmigt.
Damit konnte die endgültige Planung des Krankenhaus Neubaus vollzogen werden. Am 14. August 1963 erfolgte der erste Spatenstich. Gut vier Jahre später, am 28. September 1967, konnte das Krankenhaus Porz am Rhein seiner Bestimmung übergeben werden.
Im Juli 2004 erfolgte eine gesellschaftsrechtliche Umstrukturierung. Auf Grundlage eines Kuratoriumsbeschlusses erfolgte die Ausgliederung des Krankenhauses aus der Krankenhausstiftung. Der Krankenhausbetrieb wurde in die am 29. Juli 2004 gegründete Krankenhaus Porz am Rhein gGmbH eingebracht.
Im Dezember 2019 musste das Krankenhaus wegen einer Bombenentschärfung evakuiert werden.

## Kliniken und Abteilungen
- Klinik für Notfall- und Akutmedizin / Interdisziplinäre Notfallambulanz
- Klinik für Allgemein-,Viszeralchirurgie und Unfallchirurgie
- Klinik für vaskuläre und endovaskuläre Gefäßmedizin
- Frauenklinik
- Familienklinik/Geburtshilfe
- Kinderklinik
- Klinik für Gastroenterologie
- Klinik für Kardiologie, Rhythmologie und Elektrophysiologie
- Klinik für Nephrologie
- Institut für diagnostische und interventionelle Radiologie
- Klinik für Rheumatologie
- Klinik für Anästhesiologie, Intensivmedizin und Schmerztherapie
- Klinik für Orthopädie und Unfallchirurgie

## Zentren
- Darmkrebszentrum (DKG)
- Dialyse-Zentrum
- Diabeteszentrum (DDG)
- Gefäßzentrum
- Gesundheitszentrum
- Kooperatives Kölner Herzzentrum beidseits des Rheins
- Magen-Darm-Zentrum
- MVZ Porzer Rheumazentrum
- Sportkardiologisches Leistungszentrum
- ZIB – Zentrum für Inkontinenz und Beckenbodenschwäche

## Kooperationen
Das Krankenhaus Porz am Rhein kooperiert seit September 2020 mit dem FC Viktoria Köln. Als sportkardiologischer Partner des rechtsrheinischen Fußball-Drittligisten übernimmt das Team um Marc Horlitz, Chefarzt der Klinik für Kardiologie, Elektrophysiologie und Rhythmologie, den medizinischen Checkup der 1. Mannschaft.
Ebenso sorgt das Sportkardiologische Leistungszentrum seit 2017 für die medizinische Betreuung der Profi-Mannschaft und des Nachwuchs-Teams der Eishockeymannschaft Kölner Haie.